# Pinang Belai
Pinang Belai is een bestuurslaag in het regentschap Tebo van de provincie Jambi, Indonesië. Pinang Belai telt 1384 inwoners (volkstelling 2010).